# USS O’Kane (DDG-77)
USS O’Kane (DDG-77) — эсминец УРО типа «Арли Бёрк». Построен на верфи Bath Iron Works, приписан к морской станции Пёрл Харбор, штат Гавайи. Входит в состав 31-й эскадры Тихоокеанского флота США.